# Equipe polonesa na Copa Billie Jean King
A equipe polonesa na Copa Billie Jean King representa a Polônia na Copa Billie Jean King, principal competição de tênis feminina por equipes do mundo. É administrada pela Polski Związek Tenisowy.

## Última convocação
Para o Finals de 2023, em novembro:
- Weronika Falkowska
- Magdalena Fręch
- Katarzyna Kawa
- Magda Linette